# Skye Moench
Pour les articles homonymes, voir Moench.
Skye Moench, née le 2 octobre 1988 à Lethbridge au Canada est une triathlète professionnelle américaine, multiple vainqueur sur triathlon Ironman 70.3 et Ironman.

## Biographie

### Jeunesse et études
Skye Moench est née à Lethbridge dans la province de l'Alberta au Canada, à la suite du divorce de ses parents, elle a déménagée avec sa maman à l'âge de 12 ans dans l'Utah aux États-Unis. Elle était au Lycée à Lehi High School où elle a choisi de faire son rapport de fin d'étude sur l'entraînement des triathlons. Elle a plus tard a étudié la comptabilité à l'Université Brigham-Young, elle aimait beaucoup le sport et a commencé dans la course à pied, sur piste en athlétisme et l'hiver en cross-country. Elle a fait son premier marathon à l'âge de 16 ans et son premier triathlon quatre ans plus tard. En 2015, comme Gwen Jorgensen et Sarah Crowley, elle a abandonné la comptabilité pour le triathlon.

### Carrière en triathlon
Skye Moench s'est fait un nom au cours de sa troisième année complète en tant que professionnelle. En 2019, elle s'est imposée comme une redoutable compétitrice avec quatre podiums Ironman 70.3, plus une victoire surprise au championnat d'Europe Ironman à Francfort, en Allemagne,. Elle attribue ses progrès par sa collaboration avec l'entraîneur Cam Watt depuis la fin 2018. Elle remporte l'Ironman 70.3 du Texas en 2021.

### Vie privée
Elle est mariée depuis décembre 2015 à Matt Moench et vit à Salt Lake City.

## Palmarès
Le tableau présente les résultats les plus significatifs (podium) obtenus sur le circuit international de triathlon depuis 2018
| Année | Compétition              | Pays       | Position           | Temps           |
| ----- | ------------------------ | ---------- | ------------------ | --------------- |
| 2021  | Ironman Tulsa            | États-Unis | Médaille de bronze | 8 h 47 min 45 s |
| 2021  | Ironman 70.3 Texas       | États-Unis | Médaille d'or      | 4 h 10 min 1 s  |
| 2020  | Ironman Floride          | États-Unis | Médaille d'argent  | 8 h 46 min 35 s |
| 2019  | Ironman 70.3 Chattanooga | États-Unis | Médaille d'argent  | 4 h 15 min 13 s |
| 2019  | Ironman 70.3 Suisse      | Suisse     | Médaille d'argent  | 4 h 15 min 38 s |
| 2019  | Ironman Allemagne        | Allemagne  | Médaille d'or      | 9 h 15 min 31 s |
| 2019  | Ironman 70.3 Boulder     | États-Unis | Médaille d'or      | 4 h 9 min 42 s  |
| 2019  | Ironman 70.3 Santa Cruz  | États-Unis | Médaille d'argent  | 4 h 10 min 23 s |
| 2018  | Ironman Suisse           | Suisse     | Médaille d'argent  | 9 h 14 min 36 s |
| 2018  | Ironman 70.3 Suisse      | Suisse     | Médaille de bronze | 4 h 19 min 6 s  |
| 2018  | Ironman 70.3 Santa Cruz  | États-Unis | Médaille de bronze | 4 h 15 min 6 s  |